# Чайка (пьеса)
«Ча́йка» — пьеса в четырёх действиях Антона Чехова, написанная в 1895—1896 годах и впервые опубликованная в журнале «Русская мысль», в № 12 за 1896 год. Премьера состоялась 17 октября 1896 года на сцене петербургского Александринского театра. Стилизованный силуэт чеховской чайки по эскизу Фёдора Шехтеля стал эмблемой МХТ.

## Предыстория
Писатель Евгений Замятин, рассказывая в лекциях по технике художественной прозы о путях возникновения и развития сюжета, приводил пример факта, послуживший импульсом для сюжета чеховской пьесы:

«Чайка» Чехова. Однажды он был в Крыму вместе с художником Левитаном — на берегу моря. Над водой летали чайки. Левитан подстрелил одну из чаек и бросил наземь. Это было такое ясное зрелище — ненужной, зря умирающей, убитой красивой птицы, что оно поразило Чехова. Из этого мелкого факта, запомнившегося Чехову, — создалась пьеса «Чайка».

## Создание
Когда пьеса была начата, Чехов писал А. С. Суворину:
Можете себе представить, пишу пьесу, которую кончу <…> вероятно, не раньше как в конце ноября. Пишу её не без удовольствия, хотя страшно вру против условий сцены. Комедия, три женских роли, шесть мужских, четыре акта, пейзаж (вид на озеро); много разговоров о литературе, мало действия, пять пудов любви.А. Чехов, 21 октября 1895

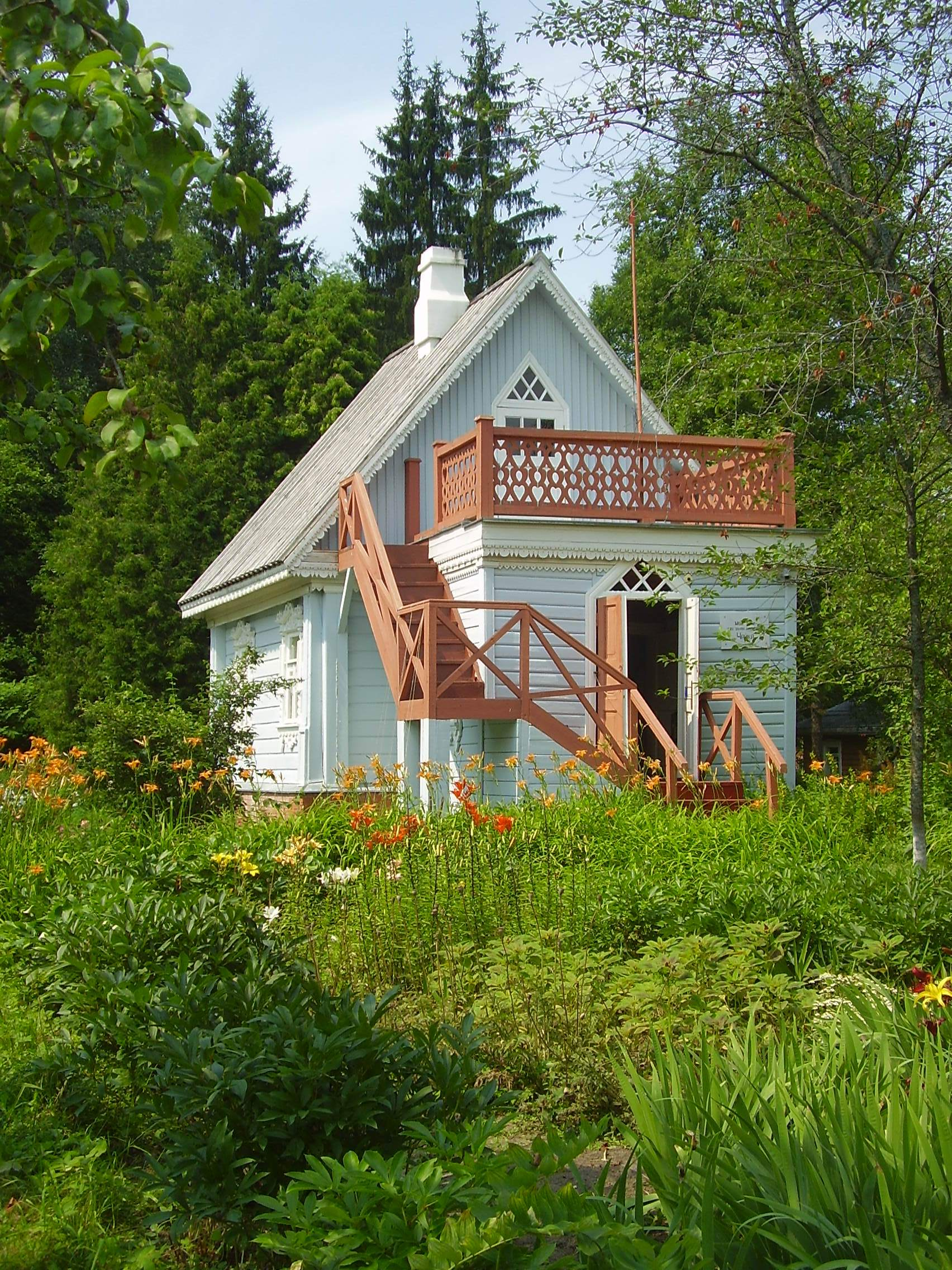
Флигель в усадьбе Мелихово, где была написана «Чайка»

В 1896 году состоялась провальная премьера пьесы в Александринском театре, критики также восприняли спектакль недоброжелательно. Чехов старался смириться с неудачей и снова писал Суворину:
Если бы я струсил, то я бегал бы по редакциям, актёрам, нервно умолял бы о снисхождении, нервно вносил бы бесполезные поправки и жил бы в Петербурге недели две-три, ходя на свою «Чайку», волнуясь, обливаясь холодным потом, жалуясь… Когда Вы были у меня ночью после спектакля, то ведь Вы же сами сказали, что для меня лучше всего уехать; и на другой день утром я получил от Вас письмо, в котором Вы прощались со мной. Где же трусость? Я поступил так же разумно и холодно, как человек, который сделал предложение, получил отказ и которому ничего больше не остаётся, как уехать. Да, самолюбие моё было уязвлено, но ведь это не с неба свалилось; я ожидал неуспеха и уже был подготовлен к нему, о чём и предупреждал Вас с полною искренностью.А. Чехов, 18 октября 1896
В 1898 году «Чайка» была поставлена в МХТ К. С. Станиславским и В. И. Немировичем-Данченко и имела огромный успех.

Только что сыграли «Чайку», успех колоссальный. С первого акта пьеса так захватила, что потом последовал ряд триумфов. Вызовы бесконечные. Моё заявление после третьего акта, что автора в театре нет, публика потребовала послать тебе от неё телеграмму. Мы сумасшедшие от счастья. Все тебя крепко целуем.
— телеграмма Станиславского Чехову после премьеры
На репетициях в МХТ Чехов познакомился с будущей женой Ольгой Книппер, игравшей Аркадину; впоследствии она исполняла ведущие роли во всех его пьесах.
Успех «Чайки» поддержал формирование Чехова как драматурга, вскоре он написал «Трёх сестёр» и «Вишнёвый сад», и обе пьесы были поставлены в Художественном театре, вместе с написанным ещё в 1887 году «Ивановым».

## Действующие лица
- Ирина Николаевна Аркадина, по мужу Треплева, актриса
- Константин Гаврилович Треплев, её сын, молодой человек
- Пётр Николаевич Сорин, её брат
- Нина Михайловна Заречная, молодая девушка, дочь богатого помещика
- Илья Афанасьевич Шамраев, поручик в отставке, управляющий у Сорина
- Полина Андреевна, его жена
- Маша, его дочь
- Борис Алексеевич Тригорин, беллетрист
- Евгений Сергеевич Дорн, врач
- Семён Семёнович Медведенко, учитель
- Яков, работник
- Повар
- Горничная

## Сюжет

### Действие первое
Статский советник Сорин на скудные средства живёт в своём небольшом имении вместе с племянником — Константином Треплевым. Кроме них, в поместье проживает управляющий Шамраев с дочерью Машей, влюблённой в Треплева. Но сердце Константина принадлежит соседке по имению, Нине Заречной; молодые люди грезят театром, Треплев создаёт для Нины небольшую эстраду на берегу озера и сочиняет причудливую пьесу-монолог.
В имение приезжает мать Треплева — Аркадина со своим возлюбленным Тригориным. Константин и Нина дают для них представление, но Аркадиной в этой декадентской пьесе видится попытка поучить, «как надо писать и что нужно играть». Её ироничные замечания побуждают Константина прервать спектакль.

### Действие второе

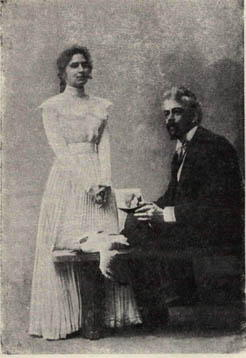
Нина — М. Роксанова, Тригорин — К. Станиславский в постановке МХТ 1898 года

Нина отдаляется от Треплева, ее мысли теперь заняты Тригориным. Константин связывает эту перемену с провалом его пьесы: женщины не прощают неуспеха. Он приносит Нине убитую им чайку, обещает, что скоро таким же образом убьёт себя, но у Нины признания Треплева вызывают лишь раздражение. Тригорину мёртвая чайка подсказывает «сюжет для небольшого рассказа» — о девушке, которая жила на берегу озера, счастливая и свободная, как чайка. «Но случайно пришёл человек, увидел и от нечего делать погубил её, как вот эту чайку».
Нина мечтает о славе, завидует знаменитостям, в том числе Тригорину. Сам же Тригорин не удовлетворён своим творчеством и болезненно воспринимает снисходительные похвалы благосклонных к нему критиков: «мило, талантливо».

### Действие третье
Константин пытается покончить с собой, но неудачно. Полагая, что причина всех бед — ревность её сына к Тригорину, Аркадина решает скорее увезти беллетриста в Москву. Сорин считает, что главная проблема Константина — его неустроенность: «живёт в деревне, в глуши, без денег, без положения, без будущего. […] Ему кажется, что он лишний в доме, что он тут нахлебник, приживал». Он просит сестру дать Константину денег, чтобы он мог одеться «по-человечески», съездить за границу. Но для сына у Аркадиной денег нет.
Нина объясняется Тригорину в любви цитатой из его повести: «Если тебе когда-нибудь понадобится моя жизнь, то приди и возьми её». Тригорин признаётся Аркадиной в том, что его манит «любовь юная, прелестная, поэтическая, уносящая в мир грёз», просит отпустить его, но в конце концов уезжает вместе с Аркадиной. Прощаясь, Нина сообщает Тригорину о своём решении поступать на сцену в Москве. Тригорин назначает ей встречу в «Славянском базаре».
Маша, чтобы покончить со своим безответным чувством к Треплеву, решает выйти замуж за учителя Медведенко, который давно её любит.

### Действие четвёртое
Проходит два года. Маша и Медведенко поженились, у них есть ребёнок, но нет счастья: Маша по-прежнему любит Константина. Прозу Треплева печатают в столичных журналах, но, как и Тригорин, он не испытывает удовлетворения от своего творчества. Доктору Дорну Константин рассказывает, как сложилась судьба Нины: в Москве она сблизилась с Тригориным, у них родился ребёнок, но вскоре умер, а Тригорин вернулся к Аркадиной. Нина поступила на сцену, играла в провинции, много, но «грубо, безвкусно, с завываниями». В своих письмах Треплеву она подписывается Чайкой.
Приезжает Аркадина с Тригориным. Обитатели имения и гости играют в гостиной в лото на деньги, а к Константину приходит Нина. Девичьи мечты о славе развеялись, теперь она учится терпеть, «нести свой крест». Константин готов посвятить ей всю свою жизнь, но Нина не принимает его жертву: она по-прежнему любит Тригорина и верит, что станет когда-нибудь великой актрисой.
Вновь покинутый Ниной, Константин рвёт свои рукописи, затем уходит в другую комнату, откуда вскоре раздаётся выстрел.

## Известные постановки

### Российская империя
- 1896 — Александринский театр. Постановка Евтихия Карпова. Роли исполняли: Сорин — В. Н. Давыдов, Нина Заречная — В. Ф. Комиссаржевская, Тригорин — Н. Ф. Сазонов, Шамраев — К. А. Варламов, Полина Андреевна — А. И. Абаринова. Премьера состоялась 17 октября.
- 1896 — Таганрогский городской театр[15].
- 1896 — Театр Н. Н. Соловцова.

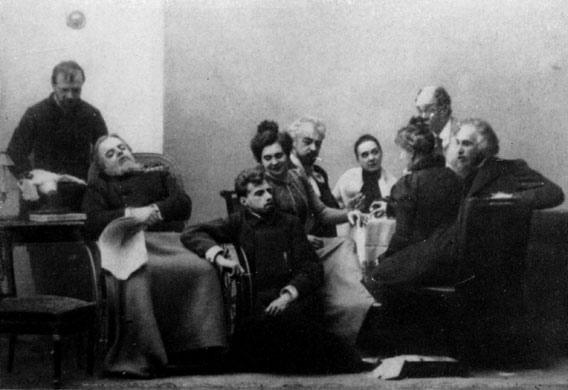
сцена из спектакля МХТ

- 1896 — труппа драматических артистов (Ярославль; также в 1900 году).
- 1898 — Художественно-общедоступный театр, постановка Константина Станиславского и Владимира Немировича-Данченко. Роли исполняли: Аркадина — О. Л. Книппер-Чехова, Треплев — В. Э. Мейерхольд, Сорин — В. В. Лужский, Нина — М. Л. Роксанова, Шамраев — А. Р. Артём, Полина Андреевна — Е. М. Раевская, Маша — М. П. Лилина, Тригорин — К. С. Станиславский, Дорн — А. Л. Вишневский, Медведенко — И. А. Тихомиров, Яков — А. И. Андреев. Премьера состоялась 17 (29) декабря. Спектакль был возобновлён в 1905 году (Нина — М. П. Лилина, Маша — М. Г. Савицкая).
- 1901 — драматическая труппа во главе с В. Ф. Комиссаржевской и В. П. Далматовым (Нина — В. Ф. Комиссаржевская).
- 1902 — Александринский театр.
- 1905 — Драматический театр Веры Комиссаржевской (Нина — В. Ф. Комиссаржевская, Тригорин — К. В. Бравич).

### СССР
- 1944 — Московский Камерный театр
- 1945 — Театр имени Моссовета, режиссёр — Юрий Завадский. Роли исполняли: Аркадина — Т. С. Оганезова, Тригорин — М. М. Названов, Нина Заречная — В. И. Караваева, Маша — В. П. Марецкая, Сорин — О. Н. Абдулов, Дорн — Р. Я. Плятт, Медведенко — В. В. Ванин.
- 1954 — Ленинградский театр драмы им. А. С. Пушкина. Режиссёр — Леонид Вивьен
- 1954 — Театр имени Е. Б. Вахтангова
- 1954 — Театр им. К. С. Станиславского, режиссёр — Михаил Яншин, Нина Заречная — Л. О. Гриценко, Сорин — М. М. Яншин.
- 1954 — Таганрогский драматический театр имени А. П. Чехова
- 1960 — МХАТ. Режиссёры — Виктор Станицын, Иосиф Раевский; художник — Ниссон Шифрин. В ролях: Аркадина — А. К. Тарасова, Тригорин — П. В. Массальский, Треплев — Ю. Н. Пузырев, Нина Заречная — Т. Е. Лаврова, Шамраев — С. К. Блинников, Полина Андреевна — О. Н. Андровская, Маша — Т. И. Ленникова, Сорин — М. М. Яншин, Дорн — М. П. Болдуман.
- 1966 — Театр им. Ленинского комсомола. Постановка Анатолия Эфроса; художники В. Лалевич, Н. Сосунов. В ролях: Аркадина — Е. А. Фадеева, Нина Заречная — О. Яковлева, Шамраев — В. Р. Соловьев, Дорн — А. А. Пелевин.
- 1968 — МХАТ. Режиссёр Борис Ливанов; художник Энар Стенберг. В ролях: Аркадина — А. И. Степанова, Тригорин — Л. И. Губанов, Треплев — О. А. Стриженов, Нина Заречная — С. И. Коркошко, Шамраев — М. П. Болдуман, Полина Андреевна — Е. Н. Ханаева, Маша — И. П. Мирошниченко, Сорин — Г. Н. Колчицкий, Дорн — В. С. Давыдов. В 1974 году спектакль был снят на киноплёнку.
- 1970 — «Современник». Режиссёр — Олег Ефремов.
- 1980 — МХАТ. Постановка Олега Ефремова; художник-постановщик — Валерий Левенталь; музыкальное оформление Василия Немировича-Данченко. В ролях: Аркадина — Т. Е. Лаврова, Треплев — А. В. Мягков, Нина Заречная — А. А. Вертинская, Маша — Е. С. Васильева, Тригорин — А. А. Калягин, Дорн — И. М. Смоктуновский, Сорин — А. А. Попов, Полина Андреевна — И. С. Саввина, Н. И. Гуляева. Премьера состоялась 25 июня. В 2001 году спектакль был снят на киноплёнку.

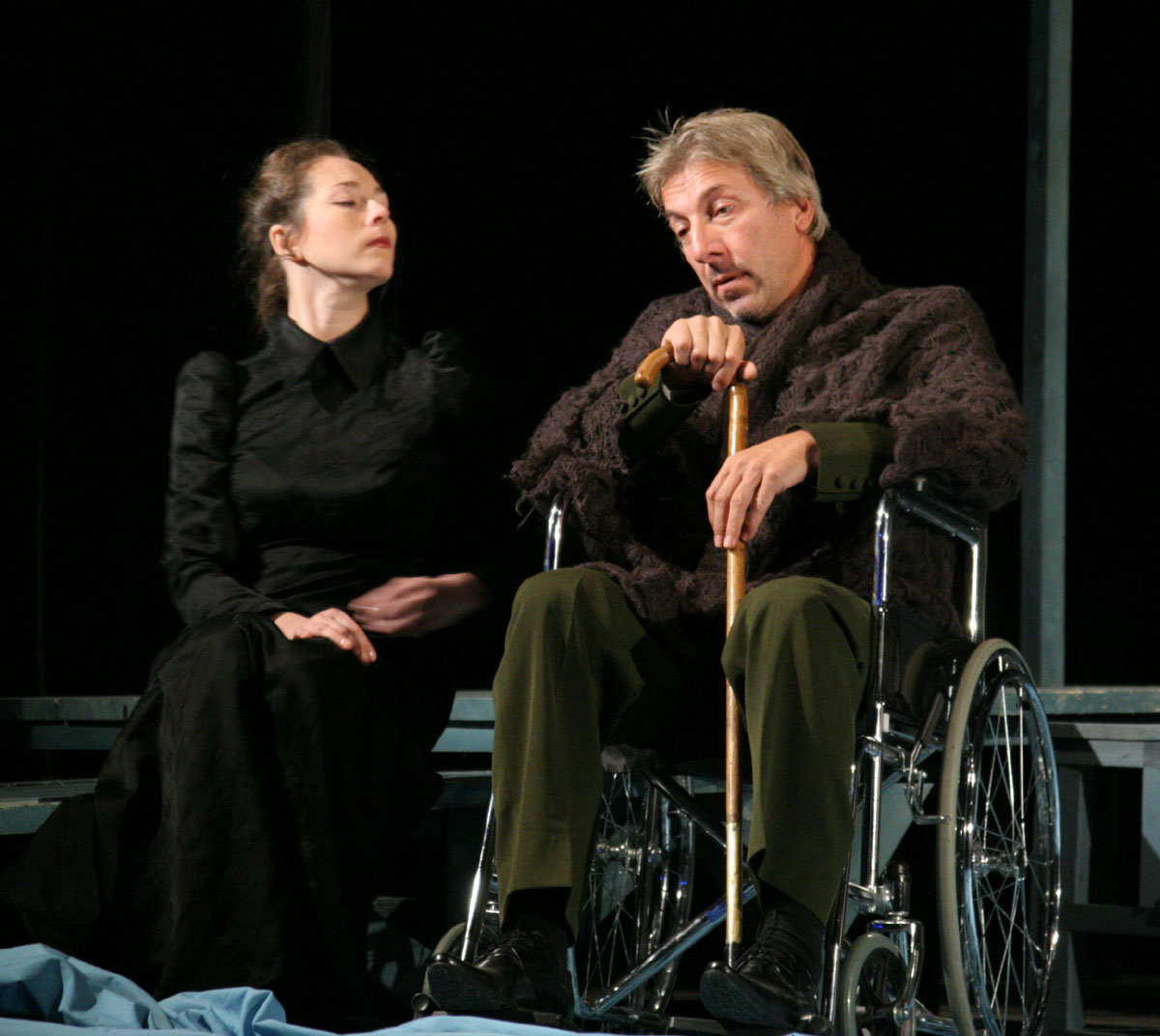
Маша — Т. Родионова, Сорин — Ю. Кудинов, Саратовский театр драмы

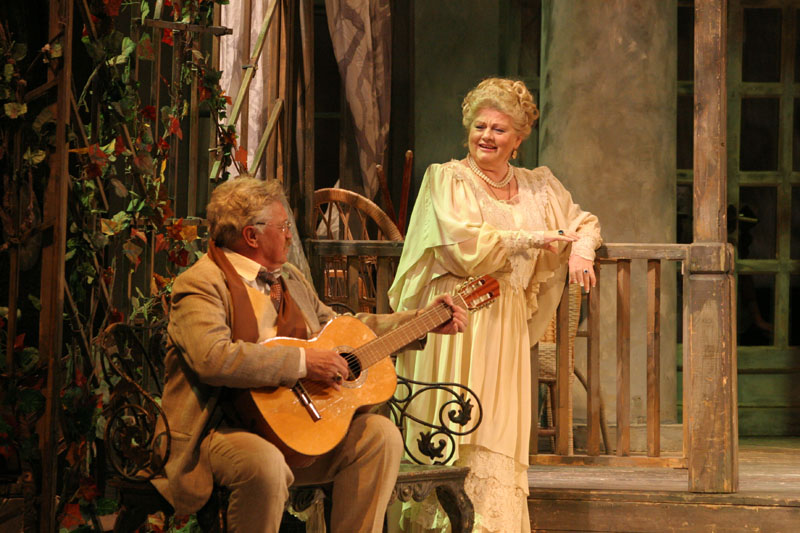
Дорн — Я. Барышев, Аркадина — И. Муравьёва, Малый театр

- 1988 — Липецкий областной театр драмы им. Л. Н. Толстого. Постановка Владимира Пахомова. В ролях: Аркадина — С. П. Погребняк, Треплев — Е. С. Гурьянов, Нина Заречная — О. А. Пахомова, Тригорин — М. Л. Янко, Полина Андреевна — З. Г. Горячева. В мае 1988 года Центральным телевидением был снят телеспектакль. Липецкие актёры играли «Чайку» в усадьбе Антона Павловича Чехова — возле флигеля, где пьеса была написана.

### Россия
- 1993 — Саратовский театр драмы имени И. А. Слонова, режиссёр — Александр Дзекун. Премьера состоялась 10 ноября.
- 1994 — «Ленком». Режиссёр — Марк Захаров, художник — Олег Шейнцис. В 2005 году был снят телеспектакль. В ролях: Аркадина — И. М. Чурикова; Треплев — Д. А. Певцов; Сорин — Ю. О. Колычёв; Нина Заречная — А. М. Захарова; Тригорин — О. И. Янковский; Шамраев — Б. Н. Чунаев; Полина Андреевна — М. И. Струнова; Маша — И. Я. Пиварс; Дорн — Л. С. Броневой; Медведенко — И. В. Агапов
- 1996 — Малый театр. Режиссёр — Владимир Драгунов, Руководитель постановки — Юрий Соломин. Премьера — 26 октября. 23 ноября 2011 года состоялся 200-й спектакль. В 1998 году был снят телеспектакль. В ролях: Аркадина — И. В. Муравьёва, Треплев — А. В. Коршунов, Сорин — В. И. Коршунов, Тригорин — Ю. М. Соломин, Нина Заречная — И. Г. Рахвалова, Дорн — А. Я. Михайлов, Шамраев — В. И. Езепов, Маша — А. И. Охлупина, Медведенко — В. Г. Богин
- 2002 — Театр имени Е. Б. Вахтангова. Режиссёр — Павел Сафонов. В ролях: Аркадина — Л. В. Максакова, Тригорин — С. В. Маковецкий, Сорин — Ю. В. Яковлев.
- 2007 — Красноярский драматический театр им. А. С. Пушкина. Режиссёр-постановщик и музыкальное оформление — Олег Рыбкин; художник-постановщик — Игорь Капитанов; художник по костюмам — Фагиля Сельская; художник по свету — Сергей Грачёв. Спектакль — номинант Национального театрального фестиваля «Золотая маска».
- 2010 — Театр киноактёра. Режиссёр-постановщик — Роберт Манукян, сценография — Борис Бланк. Аркадина — В. М. Сотникова. Премьера состоялась 10 ноября.
- 2010 — Театр «Международная Чеховская лаборатория». Режиссёр — Виктор Гульченко. Аркадина — О. М. Остроумова.
- 2011 — «Сатирикон». Режиссёр — Юрий Бутусов[16].
- 2013 — Драматический театр «Колесо». Режиссёр — Карен Нерсисян. Художник-постановщик — Андрей Климов. Премьера состоялась 19 сентября.
- 2014 — Театр студия п.р. Олега Табакова. Режиссёр — Константин Богомолов. В ролях: Аркадина — М. В. Зудина, Маша — Д. Ю. Мороз, Тригорин — И. В. Миркурбанов, Дорн — О. П. Табаков. Премьера состоялась 8 марта.
- 2016 — Центр современной драматургии. Режиссёр — Ринат Ташимов. Аркадина — В. П. Маковцева, Тригорин — О. В. Ягодин, Сорин — С. А. Фёдоров. Премьера состоялась 15 мая.
- 2018 — Свердловский академический театр драмы. Режиссёр — Григорий Козлов. Художник-постановщик — Владимир Кравцев. Аркадина — И. В. Ермолова, Нина Заречная — К. В. Шкаброва, Сорин — И. П. Кравченко, Тригорин — А. Л. Баргман. Премьера состоялась 29 августа.
- 2018 — Малый театр кукол (Санкт-Петербург). Режиссёры — Алексей Синицин, Чакчи Фросноккерс; художник — Ульяна Елизарова; художник по костюмам — Наталья Стрельцова; хореограф — Александр Лялюшкин; муз. оформление — Полина Найдёнцева.
- 2019 — Московский театр «Мастерская П. Н. Фоменко». Режиссёр — Кирилл Пирогов. Аркадина — Г. Б. Тюнина, Тригорин — Е. Э. Цыганов, Сорин — А. И. Казаков.
- 2020 — Самарский Художественный театр (Театр «Витражи»). Режиссёр — Павел Карташев. Декорации выполнены с использованием эскизов Юрия Харикова. Постановка эвритмического звучания монолога о мировой душе («Люди, львы, орлы и куропатки…») — Е. С. Морозова.
- 2021 — Московский драматический театр имени А. С. Пушкина. «Костик» (по мотивам «Чайки»). Режиссёр — Дмитрий Крымов. Аркадина — В. Е. Исакова, Нина Заречная — М. А. Смольникова. Премьера состоялась 23 июня.
- 2023 — Театр «Школа драматического искусства», Сцена на Новослободской, Большой зал Мейерхольда. Режиссёр — Павел Карташев. Аркадина — Настасья Кербенген, Треплев — Вадим Дубровин. Премьера состоялась 16 марта.

### Страны зарубежья
- 1907 — «Нойе фрайе бюне», Берлин, Германия.
- 1909 — «Хеббель-театр», Берлин, Германия.
- 1912 — «Дагмартеатр», Копенгаген, Дания; Мюнхенский театр.
- 1921—1922 — Труппа Ж. Питоева, Швейцария; Theatre des Champs-Elysees, Франция).
- 1924 — Малый театр Цукид-зи, Токио, Япония; под назв. «Песнь белой птицы».
- 1925 — Литтл Тиетр. Пост. и сценогр. Ф. Ф. Комиссаржевского.
- 1939 — Theatre des Mathurins. Реж. Ж. Питоев.
- 1954 — Театр «Финикс», Нью-Йорк, США; реж. Houghton. Театр «Эберто» (Париж); реж. Магито.
- 1955 — Театр «Ателье», Франция. Реж. Андре Барсак.
- 1960 — «Олд Вик», Лондон, Великобритания.
- 1961 — Королевский драматический театр, Стокгольм, Швеция. Реж. Ингмар Бергман.
- 1967 — Comedie de Caen. Реж. Габриель Монне.
- 1969 — Театр дю Миди, Франция. Реж. Антуан Витез.

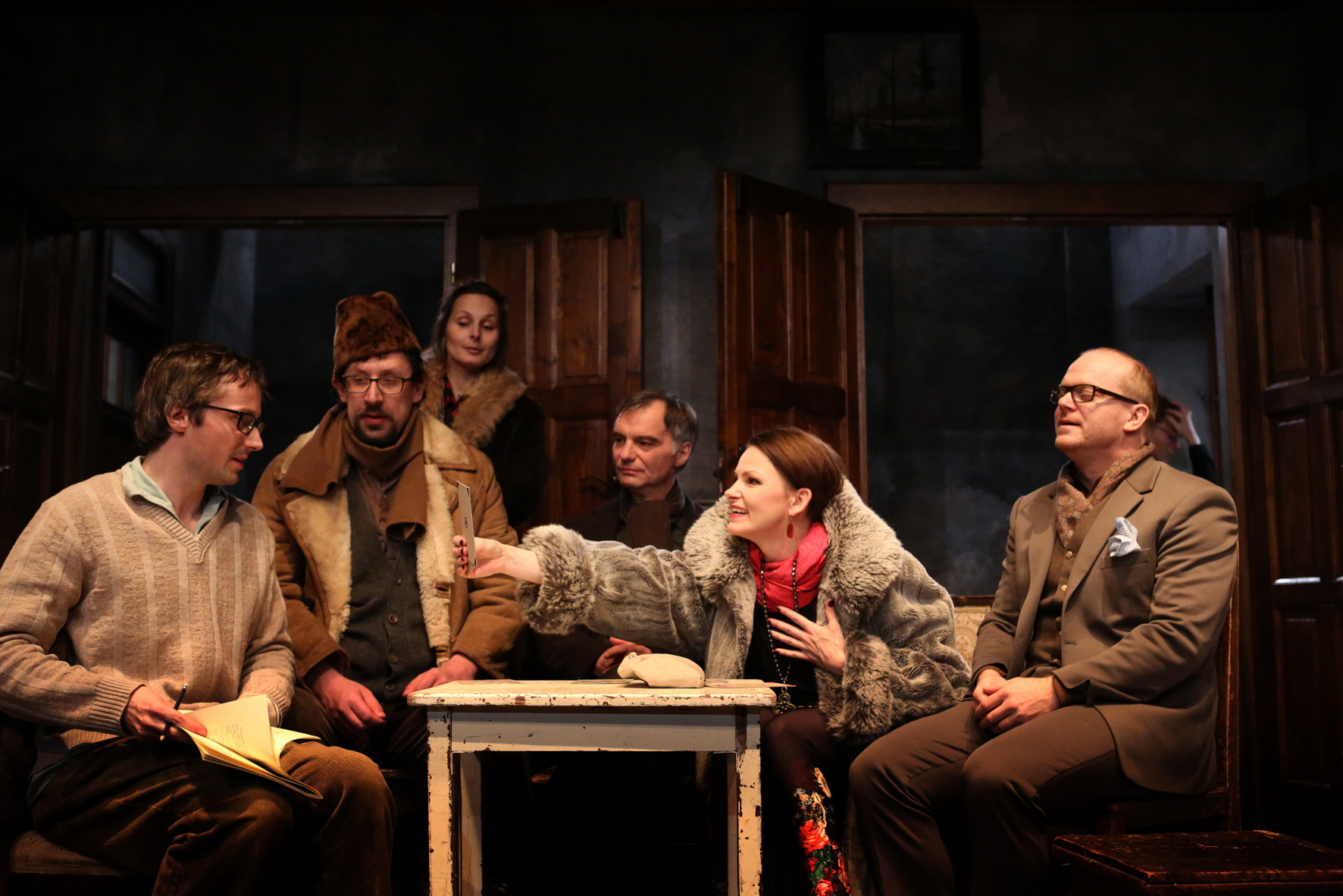
сцена из спектакля, Театр Дейвице

- 1975 — Theatre de la Ville. Реж. Lucian Pintilie.
- 1980 — Комеди Франсез, Париж, Франция. Реж. Отомар Крейча.
- 1994 — Divadlo Na zábradlí. Реж. Пётр Лебл.
- 2013 — Театр Дейвице, Прага, Чехия. Реж. Михал Вайдичка.
- 2016 — Gaiety Theatre, Дублин, Ирландия. Реж. Michael West и Annie Ryan.
- 2017 — Martı, Стамбул, Турция.
- 2017 — Харьковский академический русский драматический театр имени А. С. Пушкина. Реж. Ольга Турутя-Прасолова.
- 2019 — Плейхаус, Лондон, Великобритания. Реж. Джейми Ллойд. Аркадина — Индира Варма. Нина — Эмилия Кларк.
- 2021 — Королевский драматический театр, Стокгольм, Швеция. Реж. Линдси Тёрнер. Нина — Агнес Рэйс, Константин — Расмус Лютандер.
- 2024 — Театр в Йозефштадте, Вена, Австрия. Реж.Торстен Фишер.
- 2025 — Барбикан, Лондон, Великобритания. Аркадина — Кейт Бланшетт, Нина — Эмма Корин, Константин — Коди Смит-Макфи. Реж. Томас Остермайер

## Переводы на иностранные языки
При жизни Чехова переводы «Чайки» были выполнены на сербскохорватский (M. Mareković в 1897), словенский (I. Prijatelj в 1901), чешский (B. Prusík в 1899), болгарский (С. Бранкомиров в 1903) и немецкий (в 1902) языки. На английский язык пьеса впервые была переведена в 1909 году Джоржем Кальдероном (англ. George Calderon) для постановки в Королевском театре Глазго (премьера состоялась 2 ноября 1909 года).

## Экранизации
| Год  | Страна               | Название             | Режиссёр            | В ролях | Примечание                        |
| ---- | -------------------- | -------------------- | ------------------- | --- | --------------------------------- |
| 1964 | СССР                 | Чайка                | Александр Белинский | Н. Ольхина (Аркадина), Игорь Озеров (Треплев), Ю. Толубеев (Сорин), Ия Саввина (Нина Заречная), В. Усков (Шамраев), Л. Шеленцова (Полина Андреевна), Н. Ургант (Маша), В. Медведев (Тригорин), В. Честноков (Дорн)                                         | телеспектакль Ленинградского ТВ   |
| 1968 | США · Великобритания | Чайка (The Sea Gull) | Сидни Люмет         | Джеймс Мэйсон (Тригорин), Ванесса Редгрейв (Заречная), Симона Синьоре (Аркадина), Дэвид Уорнер (Треплев), Гарри Эндрюс (Сорин), Денхолм Эллиотт (Дорн) | фильм на основе постановки Люмета |
| 1970 | СССР                 | Чайка                | Юлий Карасик        | Алла Демидова (Аркадина), Владимир Четвериков (Треплев), Николай Плотников (Сорин), Людмила Савельева (Заречная), Юрий Яковлев (Тригорин), Армен Джигарханян (Шамраев), Ефим Копелян (Дорн)                                                                | Мосфильм                          |
| 1977 | Италия               | Чайка (Il gabbiano)  | Марко Беллоккьо     | Лаура Бетти (Аркадина), Памела Виллорези (Заречная), Ремо Джироне (Треплев), Giulio Brogi (Тригорин) |                                   |
| 2005 | Россия               | Чайка                | Маргарита Терехова  | Маргарита Терехова (Аркадина), Александр Терехов (Треплев), Юрий Соломин (Сорин), Анна Терехова (Заречная), Андрей Подошьян (Шамраев), Андрей Соколов (Тригорин)                                                                                           |                                   |
| 2017 | Беларусь             | Чайка. Машенька      | Антон Бойко         | Елизавета Нехайчик, Сергей Широчин, Егор Садовский | короткометражный                  |
| 2018 | США                  | Чайка                | Майкл Майер         | Аннетт Беннинг (Аркадина), Кори Столл (Тригорин), Гленн Флешлер (Шамраев), Билли Хоул (Треплев), Брайан Деннехи (Сорин), Элизабет Мосс (Маша), Мэр Уиннингхэм (Полина Андреевна), Джон Тенни (Дорн), Майкл Зеген (Медведенко), Сирша Ронан (Нина Заречная) |                                   |

## Факты
- «Сюжет для небольшого рассказа» (1969) — художественный фильм режиссёра Сергея Юткевича о создании пьесы.
- В фильме Константина Худякова «Успех» (1984) с Леонидом Филатовым в главной роли действие разворачивается вокруг театральной постановки «Чайки».
- Борис Акунин создал детективное продолжение чеховской «Чайки», в котором дал несколько вариантов окончания пьесы.
- Румынским писателем Матеем Вишнеком создано продолжение «Нина, или О хрупкости Чаек», его показ состоялся в Театре «Русская сцена» (Берлин) в 2019 году[22].